# Hypocometa definita
Hypocometa definita är en fjärilsart som beskrevs av James John Joicey och Talbot 1917. Hypocometa definita ingår i släktet Hypocometa och familjen mätare. Inga underarter finns listade i Catalogue of Life.